# カミエラビ
『カミエラビ』は、UNEND制作による日本のオリジナルテレビアニメ。フジテレビの『+Ultra』枠ほかにて、2023年10月から12月までシーズン1が、2024年10月から12月までシーズン2が放送された。副題は『GOD.app』。

## あらすじ
都内の私立高校に通う高校1年生・ゴローは、何事も無関心で何の願いも持たない少年。
同じ学校の同級生・ホノカに淡い憧れを抱きながら、親友・アキツと平穏ながらも退屈な日々を過ごしていた。
ある日、ゴローのスマートフォンに奇妙な通知が届く。
そこでゴローが願い事を呟くと、突如謎の存在・ラルが現れ、ゴローに残酷な運命を告げる。
実は、ゴローは「大いなる意志」に選ばれ、願いを叶えるため「神様」の座をかけて、他のカミサマ候補達と最後の一人になるまで殺しあわなくてはならないという。

## 登場人物

### シーズン1
ゴロー / 小野 護郎（おの ごろう）
声 - 浦和希、杉山里穂（幼少）
本作の主人公で、都内私立高校に通っている高校一年生。「カミサマ候補」ランクD。
自身のスマートフォンに届いたメッセージから「カミエラビ」というカミサマ候補らによる殺し合いに巻き込まれてしまう。アキツは中学時代からの同級生。中学時代に親の悪口を言った同級生を殴ったことでクラスで孤立してしまったが、唯一話しかけてきた彼と親友になる。
売れっ子アイドル「フタナイヨ」の熱狂的なファン。
能力は自らの不幸と引き換えにこの世の理を自在に操る「愚者の聖典」。ホノカと戦った際には寿命が6か月短くなる、ホノカを蘇生させた際には自身は周囲からいじめられるようになった上に母親がアルコール中毒になるなど、不幸の内容は固定されていない。また、能力によって第10話時点でほとんどの感覚を失っている。

ラル
声 - 佐倉綾音
ゴローが「カミエラビ」に参加したのと同時に「愚者の聖典」という能力で目覚め、彼の元に出現した謎の存在。角の生えた褐色の肌の少女のような姿をしており、常に空中を浮遊している。あくまでも「愚者の聖典」の能力を補佐する存在であり、ラルが勝手に能力を発動させることは出来ない。その姿はゴローにしか見ることはできなかったが、第4話でホノカにその存在を認知され、以降も他のカミサマ候補から認知されている。最後は刺されそうになったゴローを庇い、消滅する。
ホノカ / 佐和 穂花（さわ ほのか）
声 - 松本沙羅
「カミサマ候補」ランクA。高校一年生。ゴローと同じ高校に通っている。
カミサマ候補以外に対しては猫を被っているが、実際は性格が悪い。複雑な家庭環境の中で育ち、ネグレクトによって弟を失った後に両親を殺害した過去を持つ。成績や運動神経は普通で、可愛く見えることから学校にも多くのファンがいるが、それほど目立っていない。最初にゴローと戦った人物で、状況を把握していない彼を一方的に攻撃したが、最終的に「愚者の聖典」により人工衛星の破片を落とされ死亡。しかし、彼の能力によって生き返る。以降はゴローと一応の協力関係を結ぶが、隙を狙って彼を殺害するつもりでいる。
チカとの対決にて炎につつまれ焼死寸前になるも、自らの肉体を使用して「謝肉祭」を発動し覚醒する。
能力は死肉を媒介にした肉金属の凶器にかえる「謝肉祭」。自由に強度を変え自在に変形できる。周囲の死体から食肉に至るまで支配できる。いつもパック詰めの肉を持ち歩いている。実際には前述のとおり自分の肉体を使うことも可能で、その際には身体が幼児化する。能力なのか不明だがチカがキョウによって攻撃された怪我を治している。
アキツ / 秋津 豊（あきつ ゆたか）
声 - 内田修一
「カミサマ候補」ランクC→AAA。高校一年生。ゴローと同じ高校に通っている。ゴローの悪友であり親友でもある。運動も得意で頭も良く、言葉も上手いムードメーカー。
能力は「過去」を「未来」に連れていく「可逆時計」。「過去」の物事を「現在」に連れて来ることでありとあらゆるものを出現させる。現在の「自分の意識」を「未来」に連れていくことで、未来を読むこともできる。
能力を身に着けた際に複数の未来を見たが、どれも最悪な未来であった。ゴローを襲撃し瀕死の状態まで追い込ませたが、「愚者の聖典」により能力を無効化され返り討ちに遭い、自分の見た未来を無効化させる希望をゴローにたくし死亡した。
チカ / 能島 千歌（のじま ちか）
声 - 阿部菜摘子
「カミサマ候補」ランクA。高校一年生。ゴローと同じ高校に通っている。科学研究会に所属しているが部員は自分しかいない。その部室を私室化し研究に集中している。天然で好奇心旺盛、突発的なスタイルでゴローを困惑させるも、スマートフォンの電源を切ることでゴロー達にカミサマ候補であることを隠し情報収集していた。過去に自分の思い通りのことをさせてくれない親を恨み自殺を図ろうとしていたところをリョウに助けられており、彼女とその兄のキョウとは既に知り合っている。理科室でゴローたちを襲ったガスマスクの正体。ゴローが入院している病院の屋上でホノカと対決することになるが、追い込んだホノカが覚醒したことで敗れてしまう。ホノカから降参して協力することを要求され承諾したが、その直後キョウの能力によって銛で体を貫かれる。後にホノカによって治療されている。
能力は炎を操る「エントロピーマスク」。元素等の可燃物の「反応」を操り、酸化反応の「燃焼」、金属を錆びさせたり、爆轟現象を引き起こすなど、殺傷能力の高い攻撃が可能。また反応熱を操作することで対生物においては極めて凶悪である。
コウキ / 天 昂輝（あま こうき）
声 - 梶原岳人
「カミサマ候補」ランクBBB。ゴローが通っている高校の先輩で生徒会長。財閥一族の息子の一人。幼少期にいじめられたことがあり、それがきっかけで髪を染めたり身体を鍛えたりするなど、自身に売られた喧嘩を買い、不良らの気持ちを理解していくようになる。料理が上手い。
カミサマ候補のバトルによって死亡したタツヤのスマホを手にしたことで新たなカミサマ候補となり、その能力「我流餓臨」を引き継いだ。ただし能力内容は異なっている、ラルの存在も認知し、ゴローの良きパートナーとなる。
能力は「我流餓臨（ガルガリン）」。強力な能力結界を展開し、その中にいる二人に対して強制的タイマンを強いる。結界の中では神様由来の能力、身体能力も全てリセットされ、二人とも完全な平等になった上で己の拳で対決する。
イヨ / ⼆奈 唯世（ふたな いよ）
声 - 楠木ともり
17歳の人気アイドル。1年前に活動を休止していたが、その後復帰し、人気漫画のアニメ化作品『ワンダーチルドレン』の主題歌を担当。
本物のイヨは1年前にストーカー被害に疲れライブ楽屋で自殺を図っていた。現在の正体は、楽屋に忍び込んだ際に、自殺現場を見てしまった男性ファン。神候補の能力によって彼女の姿となり、これまでの痛みや苦しみも共感することで、アイドル活動を継いで復帰した。記念ライブに来場していたゴローと会場トイレで鉢合わせた際に会場で爆破事件が起き二人で逃げる途中、遭遇したのが爆弾をしかけた犯人であり、1年前本物のイヨの自殺の原因となったストーカー本人であった。そのことに気づいたイヨは怒りのあまりゴローの前で正体を明かし犯人を殺そうとしたが、それを止めたゴローから、これからもイヨのままでいて欲しいと説得され、アイドル活動を継続しゴローを熱狂させている。ラルとコウキが催したゴローの快気祝いのサプライズプレゼントととして登場している。その際、箱の中で2時間くらい待機していた。さらにその時テレビから出てきた裸のミツコとも会う。
能力は万物を模倣する力「みんなのおうえん」。劇中では先述の通り別人が能力によって入れ替わっていることが明かされているほか、空中に槍のような物を複数出現させ犯人に同時に飛ばしたりバリアを張る描写があったが、能力の全貌は不明。
ミツコ / 沖野 美津⼦（おきの みつこ）
声 - ファイルーズあい
「カミサマ候補」ランクAAA。20歳のセクシー女優。きっかけは落ち込む人を元気付けたい仕事をしたいという思いから。いつも明るくて悩むことがない。友人が悩みの相談をしても全くストレスを感じることがない。
能力は思い浮かべた場所に瞬間移動する「メルクリウス」。神器であるブーツを出現させタップダンスのようなステップを踊りながら発動させる。イメージした転移先の空間ドアを開くことができ、他人を移動させることも可能。イメージできない場所には正確に移動することができない。また、危ない場所を忌避していることから、そのために能力を使いたくない短所もある。
タツヤ / 雨野 辰哉（あまの たつや）
声 - 新祐樹
「カミサマ候補」ランクA。ゴローと同じ高校に通う高校二年生。生徒会副会長でコウキを崇拝している。軟弱な容姿と、ひねくれた性格のせいで不良たちからいじめられている。ゴローが通っている高校で「天使くん」と呼ばれている人物ではないかとチカから疑われた人物。不良たちの「更生」を願うコウキと対立し、他の生徒たちを征服・排除してきたが、最後まで助けようとしたコウキを観て、自らカミサマ候補の棄権を宣言したことで体を腰から上下に切断され、ゴローの「愚者の聖典」によって開いた穴に落ちて死亡した。
能力は人に命令を下し操る力「我流餓臨（ガルガリン）」。相手にある程度心を開かせないと発動できないため、「天使くん」伝説という噂話を広め（タツヤに）願い事を話すことにより発動させ、学校生徒を操る。
リョウ / 狭手井 綾（せまてい りょう）
声 - 悠木碧
幼少期に交通事故に遭ってから視力を失い、両脚が動かないため車椅子に乗っている13歳の少女。目の色は右が緑、左が赤。
能力はパラレルワールドを創造する力「吽眼」。ゴローが入院している病院でホノカを幼少期の世界に送っている。
キョウ / 狭手井 杏（せまてい きょう）
声 - 小林千晃
リョウの兄。リョウの日常生活のほとんどをサポートしている。世の中の不条理に対して怒りを覚え、この世をリョウが幸せになれる世界に作り直すことを望んでいる。右目にアイパッチをしている。目の色は右が赤、左が緑。
能力は「阿眼」。これにより、ifの世界を実現させることが出来る。
ケイタ / 岳川 啓太（たけかわ けいた）
声 -  狩野翔
「カミサマ候補」ランクBB。傲慢な性格で気に入らない人物を能力で陥れている。セクシー女優「みきピヨ」を誘拐・軟禁する。「ワンダーチルドレン」の大ファン。情報収集に長けている。ゴローの能力によって休載となっていたワンダーチルドレンの連載誌に作品を掲載させ、購読していたケイタが読み始めたそのページからミツコが移動に成功。自身の戦闘能力が乏しいため、結果的に彼女にボコボコにされ、能力を解除させられた上で南極へ追放された。
能力は、嘘の出来事を事実化してしまう「事実取引（エフエックス）」。異形のタイプライター型操作卓を顕現させ、噂話、ネットニュース、公衆トイレの落書きまで、情報を意のままに操れる。
ゴローの父親、母親
声 - 浜田賢二、森なな子
超久保篤（ちょうくぼ あつし）
声 -  田所陽向
人気漫画『ワンダーチルドレン』作者。ケイタの理不尽な要求を拒否したため、事実化された捏造情報によって犯罪容疑者とされた。
名前の由来は本作のキャラクターデザインを担当する大久保篤からと思われる。
みきピヨ
声 -  花守ゆみり
ミツコの友達。セクシー女優。
ヒガキ / 恵比須檜垣（えびす ひがき）
声 - 櫻井孝宏
どこか影のある若き政治家。

### シーズン2
ゴロー / 小野 護郎（おの ごろう）
声 - 浦和希
12年前の「カミエラビ」にて、自身の能力により存在が消えたことで、周囲は存在すら覚えていない。

ラル / 小野 螺流（おの らる）
声 - 佐倉綾音
周囲に馴染めず不登校になる小学生。兄にあたるゴローの存在を唯一覚えている人物であり、彼を復活させる方法を探している。

エコ / 佐々木 依怙（ささき えこ）
声 - 久野美咲
小学生。12年前の事件（828事件）に興味をもって探っているなかでラルと出会う。後日、ラルがクラスメイトであることを初めて知る。父親はヒガキであるが、両親は離婚している。ラルの行動にいつもハラハラし巻き込まれがちだが、ラルとは友達になりたいと本人に伝えている。
実はその正体は「神」であり、これまでの振る舞いなどは全て演技だったとして、皆の前で素性を明かした。

ホノカ / 佐和 穂花（さわ ほのか）
声 - 松本沙羅
12年前の828事件の影響で、歳を取らなくなったセミパーマネントの1人。事件後は目標を失い、生きている人を助けてあげることが自身の幸せと考え保育士となった。また性格も穏やかになる。
ラルとの戦いも最初は棄権したが、ラルからの挑発に本性をむきだして戦いに挑むも、ラルの攻撃により下半身を焼失し、目標を失ったあとの「歪んだ」自分を倒してくれたラルに感謝と希望を述べ消滅した。
ミツコ / 沖野 美津⼦（おきの みつこ）
声 - ファイルーズあい
12年前の828事件の影響で、歳を取らなくなったセミパーマネントの1人。現在は事件の現場であった立ち入り禁止区域の警備員を担当。仮面の候補者・ヒガキによるラル達のピンチに駆けつけるも、皆を逃がしたのちに消滅した。
コウキ / 天 昂輝（あま こうき）
声 - 梶原岳人
12年前の828事件の影響で、歳を取らなくなったセミパーマネントの1人。ラル、エコのクラスでの臨時教師。
リョウ / 狭手井 綾（せまてい りょう）
声 - 悠木碧
宗教団体「輿神会」の会長。828事件やカミエラビの真相を追っている。セミパーマネントにはならず普通に成長し視力も回復したが、一方で能力は失っている。意識を失ったままのチカに毎日見舞いと問いかけをしている。
ビルの屋上で仮面の候補者との交戦中に重傷を負い、皆は脱出するも、目覚めることもなくビルもろとも崩れてしまう。
イヨ / ⼆奈 唯世（ふたな いよ）
声 - 楠木ともり
12年前の828事件の影響で、歳を取らなくなったセミパーマネントの1人。シーズン1から引き続き歌手・女優として活動している。
ケイタ / 岳川 啓太（たけかわ けいた）
声 -  狩野翔
ヒガキと協定関係にあるためエコのお目付け役を務める。その後、カミエラビの対戦相手としてイヨに接触するも、宿敵・ミツコに邪魔をされる。
アキツ / 秋津 豊（あきつ ゆたか）
声 - 内田修一
以前のカミエラビにて、ゴローとの戦いによって死亡したと思われたが、突如謎の男に襲われたエコの元に現れ、彼女を助け出す。死後に復活した訳ではなく、あくまでも死亡前に未来を見にやって来た状態である。
チカ / 能島 千歌（のじま ちか）
声 - 阿部菜摘子
12年前の828事件の影響で、歳を取らず昏睡状態が続いている。自身は目覚められず反応もできないままだが、見舞いに訪れるリョウの言葉は頭で理解している。ラル達が仮面の候補者との交戦中に目覚め、さらに目の前でリョウが重傷を負ったため応戦する。
ヒガキ / 恵比須檜垣（えびす ひがき）
声 - 櫻井孝宏
現職の総理大臣。力強い発言と確固たる意志で、国民からの支持が高い。エコの父親。妻とは離婚している。
カミエラビの世界を作り出したのが、学生時代の同期生。
能力は「黙示録」。「文字」を実現させ、世界の理に干渉する能力。
キョウ / 狭手井 杏（せまてい きょう）
声 - 小林千晃
既に死亡しており、リョウの能力によるパラレルワールド内でのみ生きていたが、リョウが能力を失ったために消滅状態となっている。
女子生徒
声 - 小山内怜央、結名美月
ラル、エコのクラスメイト。

## スタッフ
- 原作 - スロウカーブ、ヨコオタロウ、UNEND
- 原案 - ヨコオタロウ[4]
- 企画・プロデュース - スロウカーブ[4]
- 監督 - 瀬下寛之[4]
- 副監督 - 井手恵介[4]、石間祐一[4]、りょーちも[4]
- 演出 - 高嶋友也、上航、堀江弘昌
- シリーズ構成・脚本 - じん[4]
- キャラクターデザイン - 大久保篤[4]
- アニメーションキャラクターデザイン - 山中純子[4]、もりやまゆうき[4]
- プロダクションデザイン - 田中直哉[4]、フェルディナンド・パトゥリ[4]
- モーショングラフィックデザイン - 佐藤晋哉[4]
- 神器デザイン - 帆足タケヒコ[4]
- 造形監督・光画監督 - 片塰満則[4]
- アニメーションディレクター - 得丸尚人[4]
- CGスーパーバイザー - 鮎川浩和[4]、菅井進[4]、前田哲生[4]、永源一樹[4]
- CGディレクター - 中村友紀、佐藤滉太、湯藤巧、中嶋徳寿
- 美術監督 - 芳野満雄[4]、松本吉勝[4]、宍戸太一[4]
- 編集 - 肥田文、村上浩、山条裕香
- 音響監督 - 山口貴之[4]
- 音響効果 - 小山恭正
- 音楽 - MONACA[4]
- 音楽制作 - フジパシフィックミュージック
- プロデューサー - 森彬俊、大槻林太郎
- アニメーションプロデューサー - 白石照明、藤嵜怜那、酒井洋之
- アニメーション制作 - UNEND[4]
- 制作 - カミエラビ製作委員会（フジテレビジョン、クランチロール、MBC Anime / TOKYOPOP、電通、スロウカーブ、BSフジ、クロックワークス）

## 主題歌
「スクラップ&ビルド」
ELAIZAによるシーズン1オープニングテーマ。作詞は金井政人（BIGMAMA）、作曲は中村泰輔、編曲は江口亮。
「Bleed My Heart」
Alisaによるシーズン1エンディングテーマ。作詞はAlisa、作曲はAlisaとKAY。
「風化」
名無し之太郎によるシーズン2オープニングテーマ。
「幸福のすゝめ」
LEEVELLESによるシーズン2エンディングテーマ。

## 各話リスト

### シーズン1
| 話数 | サブタイトル                               | 初放送日       |
| --- | ------------------------------------------ | -------------- |
| 第一話 | 誰にも気付かれない、誰しもが夢に見る場所で | 2023年 10月5日 |
| ゴローはアキツに頼まれ動画を撮影したあと、ホノカに声をかけられる。帰宅すると突然スマホに謎のメッセージが出現。何気なく願いをつぶやくと「よろしくな」とラルが飛び出す。翌朝登校すると昨日の動画がネットに投稿されバズっていた。ゴローとアキツは一週間の謹慎処分となるが、心配したホノカに再び声をかけられる。ゴローはホノカを「ゲーセン」に招待。ホノカと危うい雰囲気になったところでラルが登場。外に飛び出したゴローは因果をねじ曲げて願いを叶えたこと、カミサマ候補同士で戦うことを教えられる。ゴローを追ってきたホノカは自分もカミサマ候補であることを明かし、ゴローを襲う。逃げ回るゴローはラルに叱咤され、ホノカに人工衛星の破片をぶつけて殺害。ゴローはホノカの蘇生を願い叶えられるが、代わりにゴローの家庭は崩壊し、いじめられっ子になる。 |                                            |                |
| 第二話 | あいつが強いとか、弱いとか                 | 10月12日       |
| 翌日、学校でガスマスクの男による人体発火殺害事件が発生。ラルはカミサマ候補の仕業と推測。ホノカはゴローと協力関係を結ぶ。アキツも候補であることが判明。ホノカにスマホにインストールされたアプリでは他のカミサマ候補の情報がわかることを教えられる。突然3人はガスマスク男の炎の襲撃を受ける。3人は校舎の中を逃げ回るが、ゴローはガスマスク男の結界に閉じ込められる。ゴローは不幸と引き換えに「愚者の聖典」を使い、ガスマスク男の体から空気を弾くことで彼を倒す。アキツの「可逆時計」のランクがなぜかCからAAAにアップする。 |                                            |                |
| 第三話 | お前って、最高の友達だ                     | 10月19日       |
| ゴローはアキツにスマホを取り上げられる。ラルはアキツを敵視するが、ゴローは親友のアキツを疑えない。「ゲーセン」でアキツを見つけたゴローはゲームから逃げようと持ちかけるが、アキツはゴローを攻撃し、可逆時計の真の力を明かす。アキツはゴローとラルの時間をずらし指示を通らなくした上で過去から取り寄せた人や武器で攻撃。首を吊られたゴローにラルは武器を持たせ戦わせ、アキツは死去する。 |                                            |                |
| 第四話 | ソレすなわち、私たちは同志、ということ     | 10月26日       |
| アキツを失い引きこもるゴローだが、ラルと語り合い立ち直る。見舞いに来たホノカはゴローがアキツを殺したことを見抜く。さらに願いを叶える「天使くん」を捕まえる作戦に協力させられる。翌日登校したゴローはチカに同士だとつきまとわれる。天使くんを探すチカはタツヤが天使くんだと断言するが、彼は先輩に連れ去られる。ホノカは候補である先輩を襲撃。その夜、ゴローは校舎に残っていたチカに助けを求められる。パソコンにもゴローを呼び出すメッセージが表示される。 |                                            |                |
| 第五話 | まっすぐで、強い、あなたには               | 11月2日        |
| チカを理科準備室に助けに行ったゴローは仮面の集団に襲われるが、先輩のコウキに助けられ生徒会室に逃げ込む。生徒会長のコウキは自分を慕うタツヤが能力を利用して生徒たちを洗脳していたが、コウキがスマホを取り上げたことで「天使くん」の活動が止まっていたこと、ホノカに襲われタツヤがスマホを取り戻したことで校舎が結界の中に入ったと語る。ゴローとコウキはタツヤと対決。チカも加勢し、追い詰められたタツヤは死を選ぶ。 |                                            |                |
| 第六話 | 姿も、声も、記憶も、その痛みまで           | 11月9日        |
| ゴローが大ファンのフタナイヨのアニバーサリーライブが開催。チケットを2枚取ったゴローはコウキを誘う。タツヤのスマホを拾ったコウキはカミサマ候補になっており、ゴローは愕然。関係者トイレに駆け込んだゴローは、何者かが会場に爆弾を仕掛けたと脅迫したため、ライブが中止になりかけていると聞く。イヨと鉢合わせしたラルはイヨが候補と見抜く。会場で爆発が発生。ゴローはイヨと逃げるが、そこへ犯人が現れる。1年前、イヨは悪質なストーカーに悩みライブの楽屋で自殺していた。それを見つけファンの男は完全模倣の能力でイヨに成り代わっていた。自分は偽物と嘆きゴローを攻撃するが、イヨをゴローが慰め、コウキが犯人を殴る。イヨのライブがオンラインで開催されるが、因果を曲げたゴローは目から出血して倒れる。 |                                            |                |
| 第七話 | 目を瞑って、耳を塞いで、そのあと           | 11月16日       |
| 入院したゴロー。コウキはホノカを呼び出すが、ホノカはゴローを殺そうとしてラルに追い出される。病院に閉じ込められたホノカはチカに付きまとわれる。出口を探してドアを開けたホノカは7年前の自宅に戻り、虐待されていた自分と監禁されている弟のコウタに出会う。ホノカはドアを壊してコウタを助けようとするがコウタはいない。ホノカは帰宅した両親を殺害。病院の屋上で再会したチカは車椅子の少女が作ったパラレルワールドに入ったと説明。チカはガスマスク男になりカミサマ候補としてホノカに戦いを挑み、ホノカを焼き殺そうとする。ホノカはとっさに自殺して幼い体で再生。ホノカはチカを生かすが、少女の兄がチカを串刺しにする。 |                                            |                |
| 第八話 | 自己紹介は後回しってことで                 | 11月23日       |
| ゴロー退院。ゲーセンでの快気祝いにフタナイヨが登場し、ゴローは感激する。ゲーム機のスイッチを入れるとモニターからヌードの女が飛び出す。一方ホノカはチカの怪我を治し、車椅子の少女はリョウ、兄はキョウという候補だと聞き出す。チカは別の候補で情報を書き換えるケイタのことを話す。モニターの女、ミツコもゴローたちにケイタのことを相談する。ケイタはミツコの友人の女優みきピヨを誘拐したが、証拠を書き換えられ警察にも相手にされないという。ケイタは漫画家の超久保をフェイクニュースで脅して連載漫画のストーリーを変えようとしていた。ケイタはゴローたちがテロリストとのニュースを流す。ミツコは能力で一同を移動させる。駆けつけたホノカとチカは共闘を持ちかける。 |                                            |                |
| 第九話 | 旅行行くならどこ行きたい？                 | 11月30日       |
| 高架下に避難した一同をハッキングされた警察ドローンが攻撃する。ミツコの能力で行き先も定かでないままワープ。ケイタは監禁するみきピヨを脅して交際しようとしていたが、そこへ超久保からケイタの思う通り漫画を描きかえたと電話が入る。ケイタが漫画誌を開いて読み出すと、ページからミツコが飛び出す。その1時間前、ミツコ・ゴロー・イヨは超久保の部屋にワープしていた。超久保から事情を聞いたゴローたちは漫画を通じてミツコをケイタの元にワープすることを思いつくが、今週は休載したという。ゴローは能力で超久保の漫画を誌面に掲載し、ミツコを送り込む。ミツコはケイタを叩きのめし、みきピヨを救出。ケイタは南極に飛ばされる。一方ホノカ・チカ・コウキはキョウと戦い満身創痍になっていた。 |                                            |                |
| 第十話 | 降っているのは、雨じゃない                 | 12月7日        |
| キョウに煽られ、コウキはキョウを殴り殺すが、キョウは復活しコウキたちを倒す。全国でハッキングが発生し、政府は会見。イヨはラルがゲームの真意を知らないことに疑問を持つ。突然空に穴が開き血の雨が降りだすがゴローは気づかない。ゴローは能力を使うたび、代償として五感をも失っていた。ラルは気づかなかったことを悔やむ。空の穴から次々に人が降ってくる。ゴローとラルは覚悟を決め空へと昇る。 |                                            |                |
| 第十一話 | まだ僕らまで、光が届いていないんだ         | 12月14日       |
| 1年前リョウは兄のキョウと父親と3人で暮らしていた。病弱なキョウは難病で入院。父親はコンピュータで治療法を探していたが、ある夜コンピュータに大量の情報が流れ込む。キョウは容態が悪化し死去。父親のコンピュータルームに入ったリョウの前に「あなたは選ばれました。願いを吹き込んでください」のメッセージが流れる。驚いて外に飛び出したリョウはトラックにはねられる。意識不明になったリョウは夢の中で「兄さんを返して」と願いキョウと再会する。パラレルワールドに入ったゴローはキョウと対峙。キョウはゴローに新しい世界を作ろうと持ちかける。リョウにはIF世界をパラレルワールドで実現させる能力を持つが現実世界を変えることはできないため現実世界に干渉できるゴローの能力を必要としていた。ゴローが断るとキョウはゴローの能力を奪うため戦いを挑む。まともに目が見えないゴローはキョウに押されっぱなし。ゴローはキョウを殺すが、別のパラレルワールドからキョウがあらわれる。ゴローはリョウに能力をぶつける。リョウは意識を取り戻すがキョウは存在が消えそうになる。現実世界では騒然とする交差点にゴロー・キョウ・リョウが出現。リョウに声をかけた通行人をキョウが攻撃したのをきっかけに群衆が集まる。動けないゴローはイヨに助けを求めるが、ゴローを「知らない」と言う。 |                                            |                |
| 第十二話 | 私の願いだもの                             | 12月21日       |
| チカ・ホノカ・コウキが駆けつける。3人はリョウとキョウを知っていたが、ゴローの記憶がない。候補の一人とわかるとホノカはゴローを殺そうとするが、イヨとコウキは記憶に違和感を覚える。ラルがゴローを庇う。ゴローはこれまでの敗北した候補者たちの願いを読み取る。さらにゴローの母親の過去に飛び、母親が不倫相手の子を中絶していたと知ったゴローは、自分の本当の願いは「誰かに望まれたかった」だと自覚する。ラルはゴローだけが自分が生まれることを望んでくれたと話し、ラルは自分の存在を消滅させる代わりに瀕死のゴローに力を与える。「全ての願いを叶える」と覚醒したゴローは周囲の人間を次々消していく。だがリョウが「私の願いだもの、誰にも渡さない」と断ると、ゴローは路上に大きな穴を残して消え、人々は元に戻る。一連の事件は大規模テロ事件とされ、政治家の恵比寿檜垣は内閣不信任案を提出すると発表する。 |                                            |                |

### シーズン2
| 話数       | サブタイトル                                               | 初放送日 |
| ---------- | ---------------------------------------------------------- | -------- |
| 第十三話   | だから、神様が必要だったんだ                               | -        |
| 第十四話   | ようやく、自分が生まれた意味を                             | -        |
| 第十五話   | 不幸をなかったことにしねえ限り、幸せなんてただの勘違いだろ | -        |
| 第十六話   | あなただけは、絶対に神様にしたくありませんから             | -        |
| 第十七話   | 世界はとっくに、おかしかったんですよ                       | -        |
| 第十八話   | だから泣かないで、大丈夫だから                             | -        |
| 第十九話   | 世界を救いたいなら、そのスマホをタップすればいい           | -        |
| 第二十話   | 俺のセリフは俺が考えたんだよ                               | -        |
| 第二十一話 | 当たり前じゃん、私……なんだから                             | -        |
| 第二十二話 | こんなことになったのは、全部お前が望んだからだ             | -        |
| 第二十三話 | この物語を台無しにしたとしても                             | -        |
| 第二十四話 | あなたが描く次の世界は                                     | -        |

## 放送局
| 放送期間                  | 放送時間                     | 放送局         | 対象地域   | 備考                                   |
| ------------------------- | ---------------------------- | -------------- | ---------- | -------------------------------------- |
| 2023年10月5日 - 12月21日  | 木曜 0:55 - 1:25（水曜深夜） | フジテレビ     | 関東広域圏 | 製作参加 / 『+Ultra』枠                |
|                           | 木曜 1:55 - 2:25（水曜深夜） | テレビ西日本   | 福岡県     |                                        |
| 2023年10月6日 - 12月22日  | 金曜 2:25 - 2:55（木曜深夜） | 関西テレビ     | 近畿広域圏 |                                        |
| 2023年10月8日 - 12月24日  | 日曜 1:45 - 2:15（土曜深夜） | 東海テレビ     | 中京広域圏 |                                        |
|                           | 日曜 23:00 - 23:30           | AT-X           | 日本全域   | CS放送 / 字幕放送 / リピート放送あり   |
| 2023年10月9日 - 12月25日  | 月曜 1:10 - 1:40（日曜深夜） | 北海道文化放送 | 北海道     |                                        |
| 2023年10月12日 - 12月28日 | 木曜 0:00 - 0:30（水曜深夜） | BSフジ         | 日本全域   | 製作参加 / BS放送 / 『アニメギルド』枠 |

| 配信開始日     | 配信時間        | 配信サイト | 備考         |
| -------------- | --------------- | --- | ------------ |
| 2023年10月5日  | 木曜 12:00 更新 | Lemino アニメタイムズ（Amazonチャンネル） FOD | 見放題配信   |
| 2023年10月10日 | 火曜 12:00 更新 | ABEMA Amazon Prime Video dアニメストア （本店・ニコニコ支店・for Prime Video） DMM TV Hulu U-NEXT アニメ放題 バンダイチャンネル J:COMオンデマンド milplus Netflix | 見放題配信   |
|                |                 | Amazon Prime Video Google Play HAPPY!動画 J:COMオンデマンド milplus music.jp TELASA ニコニコチャンネル バンダイチャンネル ビデオマーケット                        | 都度課金配信 |

| 放送期間                  | 放送時間                     | 放送局         | 対象地域   | 備考                                   |
| ------------------------- | ---------------------------- | -------------- | ---------- | -------------------------------------- |
| 2024年10月3日 - 12月19日  | 木曜 0:55 - 1:25（水曜深夜） | フジテレビ     | 関東広域圏 | 製作参加 / 『+Ultra』枠                |
|                           | 木曜 1:55 - 2:25（水曜深夜） | テレビ西日本   | 福岡県     |                                        |
| 2024年10月4日 - 12月20日  | 金曜 2:25 - 2:55（木曜深夜） | 関西テレビ     | 近畿広域圏 |                                        |
|                           | 金曜 20:30 - 21:00           | AT-X           | 日本全域   | CS放送 / リピート放送あり              |
| 2024年10月6日 - 12月22日  | 日曜 1:45 - 2:15（土曜深夜） | 東海テレビ     | 中京広域圏 |                                        |
| 2024年10月7日 - 12月23日  | 月曜 1:10 - 1:40（日曜深夜） | 北海道文化放送 | 北海道     |                                        |
| 2024年10月10日 - 12月26日 | 木曜 0:00 - 0:30（水曜深夜） | BSフジ         | 日本全域   | 製作参加 / BS放送 / 『アニメギルド』枠 |

| 配信開始日    | 配信時間                | 配信サイト | 備考         |
| ------------- | ----------------------- | --- | ------------ |
| 2024年10月3日 | 木曜 12:00 更新         | FOD Lemino アニメタイムズ（Amazonチャンネル） | 先行配信     |
| 2024年10月8日 | 火曜 12:00 以降順次更新 | ABEMAプレミアム Amazon Prime Video dアニメストア（本店・ニコニコ支店・for Prime Video） DMM TV Hulu U-NEXT アニメ放題 バンダイチャンネル TELASA auスマートパスプレミアム J:COM STREAM milplus | 見放題配信   |
| 未発表        | 未発表                  | ニコニコ生放送 |              |
|               |                         | Amazon Prime Video Google TV HAPPY!動画 music.jp ニコニコチャンネル ビデオマーケット バンダイチャンネル milplus J:COM STREAM TELASA                                                           | 都度課金配信 |

## BD
| 巻 | 発売日         | 収録話          | 規格品番  |
| -- | -------------- | --------------- | --------- |
| 1  | 2024年10月25日 | 第1話 - 第6話   | KWXA-3162 |
| 2  | 2024年11月29日 | 第7話 - 第12話  | KWXA-3163 |
| 3  | 2025年1月31日  | 第13話 - 第18話 | KWXA-3164 |
| 4  | 2025年2月28日  | 第19話 - 第24話 | KWXA-3165 |